# 外傳
外傳、外典，是指在文學體裁、漫畫等各種不同創作中的補充、追加故事，外傳這個詞源自於將已存在的故事再添加主題、人物、事件，成為1個新的傳記。近年，因為綜藝節目的多元化，外傳製作亦出現於綜藝節目，如全美一叮節目外製作了最強大戰。

## 概要
“外傳”最早出現於1935年至1959年，當時來自Throckmorton P. Gildersleeve的喜劇節目"Fibber McGee and Molly"“old time radio”，即“延續過去存在的故事， 特別是文學、連續劇或電影，描述預先存在的後續發展。”在體裁小說中這個詞與電視中的用法平行；它基於系列的主要的故事情節中轉向其他主角的故事、成為新的主要故事。新主角出現在原本故事的配角，而前任主角在新系列作品扮演配角的身份。

## 類型
外傳作品通常會是「故事之中的故事」、「故事之後的故事」、「加以補充及解釋的故事」以及其他觀點等類型。
- 故事之中的故事：故事中某個情節或某段沒有詳述的事件、插曲，將之延伸成一個新的作品。
- 故事之後的故事：故事中某位配角的個人經歷、或某個支線劇情的發展，將之發揮成一個新的作品。
- 加以補充及解釋的故事：針對原本的故事缺失的部份進行重點記錄或解釋，最後追加的新故事。
- 其它觀點：由原本故事中某個非敘事者的角色做為主要觀點敘述原本故事中的某個事件。

## 延伸閱讀
- 重製作品
- 衍生作品
- 跨界作品
- 精神續集
- 二次創作
- 前傳
- 續集